# Francesco Borgongini Duca
Francesco Borgongini Duca (Roma, 26 febbraio 1884 – Roma, 4 ottobre 1954) è stato un cardinale e arcivescovo cattolico italiano.

## Biografia
Nacque a Roma il 26 febbraio 1884.
Segretario della Congregazione per gli affari ecclesiastici straordinari partecipò alla firma dei Patti lateranensi e dal 30 giugno 1929 fu primo nunzio apostolico per l'Italia, carica che tenne sino a quando papa Pio XII lo elevò al rango di cardinale nel concistoro del 12 gennaio 1953. Durante la seconda guerra mondiale, nel 1943, svolse una visita ai campi di internamento italiani nei quali erano reclusi prigionieri Slavi, distribuendo a ciascuno una somma di denaro da parte del papa.
Seguendo un antico privilegio di alcuni capi di Stato di Paesi cattolici, il presidente Einaudi ebbe l'incarico di consegnare al Nunzio apostolico in Italia, Borgongini Duca, il cappello cardinalizio, posandoglielo sul capo in una cerimonia al Quirinale. Ai nostri giorni, solo il Papa in persona impone il cappello cardinalizio ai nuovi porporati appena nominati, in un apposito Concistoro. La norma precedentemente accennata, che dava il privilegio ad alcuni capi di Stato, è poi stata abolita da Paolo VI, che la riteneva superata e anacronistica. Anche mons. Roncalli, futuro papa Giovanni XXIII, al momento di lasciare la nunziatura di Parigi, ricevette dal presidente Auriol il cappello da cardinale, come anche il presidente Gronchi impose la berretta al neo cardinale Giuseppe Fietta.
Morì il 4 ottobre 1954 all'età di 70 anni per un disturbo cardiaco nel suo appartamento nel Palazzo del Sant'Uffizio a Roma, dopo aver ricevuto anche l'unzione degli infermi. Inizialmente fu sepolto nella cappella della Sacra Congregazione de Propaganda Fide nel cimitero del Verano. In seguito le sue spoglie furono trasferite nella chiesa di San Pietro in Borgo nella Città del Vaticano.

## Genealogia episcopale e successione apostolica
La genealogia episcopale è:
- Cardinale Scipione Rebiba
- Cardinale Giulio Antonio Santori
- Cardinale Girolamo Bernerio, O.P.
- Arcivescovo Galeazzo Sanvitale
- Cardinale Ludovico Ludovisi
- Cardinale Luigi Caetani
- Cardinale Ulderico Carpegna
- Cardinale Paluzzo Paluzzi Altieri degli Albertoni
- Papa Benedetto XIII
- Papa Benedetto XIV
- Papa Clemente XIII
- Cardinale Marcantonio Colonna
- Cardinale Giacinto Sigismondo Gerdil, B.
- Cardinale Giulio Maria della Somaglia
- Cardinale Carlo Odescalchi, S.I.
- Vescovo Eugène de Mazenod, O.M.I.
- Cardinale Joseph Hippolyte Guibert, O.M.I.
- Cardinale François-Marie-Benjamin Richard de la Vergne
- Cardinale Pietro Gasparri
- Cardinale Francesco Borgongini Duca

La successione apostolica è:
- Arcivescovo Gaetano Malchiodi (1935)